# Ferdinando Vitofrancesco
Ferdinando Vitofrancesco (Foggia, 4 agosto 1988) è un calciatore italiano, difensore del Città di Varese.

## Caratteristiche tecniche
Terzino destro, che può essere schierato come esterno di centrocampo.

## Carriera
Cresce calcisticamente nel settore giovanile del Milan. Il 24 novembre 2006 viene incluso dal tecnico Carlo Ancelotti tra i convocati per il match contro il Messina, senza tuttavia scendere in campo.
La stagione seguente passa in comproprietà alla Cremonese, in Serie C1. Segna il suo primo gol da professionista il 2 dicembre 2007, nella trasferta vinta contro il Padova (2-3), sbloccando il match con un colpo di testa; il 16 marzo 2008, in occasione della sfida con il Sassuolo, realizza la sua prima doppietta in carriera. Terminata l'annata con 25 presenze e 3 reti, l'estate successiva la comproprietà viene risolta a favore dei cremonesi.
Nel luglio 2009 viene ceduto in prestito, con diritto di riscatto, al Grosseto. Esordisce con i maremmani il successivo 10 agosto, in Grosseto-Cosenza (3-2), valida per il secondo turno di Coppa Italia, giocando titolare. Terminato il prestito rientra a Cremona dove trascorre la stagione 2010-2011, per poi essere ceduto nel giugno 2011 a titolo definitivo al Cittadella.
Nel luglio 2013 è ufficializzato il suo passaggio al Perugia, in Prima Divisione. Nella sua unica stagione in Umbria vince il campionato, successo cui contribuisce con 29 presenze e 1 rete, conquistando con la squadra biancorossa la promozione in Serie B nonché, a fine torneo, la supercoppa di categoria contro l'Entella.
Svincolatosi dai grifoni, nell'agosto 2014 si accasa all'Alessandria, in Lega Pro. Dopo due stagioni in Piemonte, nella seconda delle quali contribuisce al raggiungimento di una storica semifinale di Coppa Italia da parte dei grigi, nel luglio 2016 si trasferisce al Lecce. In giallorosso disputa una stagione, prima di accasarsi alla Feralpisalò.
Chiuso il rapporto con i lombardi nell'estate 2018, rimane svincolato fino al successivo dicembre quando scende in Serie D, accordandosi con l'Audace Cerignola. L'estate seguente torna in Serie C accasandosi al Rende. Nell'estate 2020 approda al Lavello, squadra dilettantistica lucana, dove rimane per il successivo anno e mezzo prima di accasarsi, nel dicembre 2021, ai salentini del Casarano. Dopo altri diciotto mesi, nell'estate 2023 firma per il Città di Varese, sempre nella massima serie dilettantistica.

## Statistiche

### Presenze e reti nei club
Statistiche aggiornate al 4 maggio 2025.
| Stagione               | Squadra                | Campionato             | Campionato | Campionato | Coppe nazionali | Coppe nazionali | Coppe nazionali | Coppe continentali | Coppe continentali | Coppe continentali | Altre coppe | Altre coppe | Altre coppe | Totale | Totale |
| Stagione               | Squadra                | Comp                   | Pres       | Reti       | Comp            | Pres            | Reti            | Comp               | Pres               | Reti               | Comp        | Pres        | Reti        | Pres   | Reti   |
| ---------------------- | ---------------------- | ---------------------- | ---------- | ---------- | --------------- | --------------- | --------------- | ------------------ | ------------------ | ------------------ | ----------- | ----------- | ----------- | ------ | ------ |
| 2006-2007              | Milan                  | A                      | 0          | 0          | CI              | 0               | 0               | UCL                | 0                  | 0                  | -           | -           | -           | 0      | 0      |
| 2007-2008              | Cremonese              | C1                     | 25+3       | 3          | CI-C            | 0               | 0               | -                  | -                  | -                  | -           | -           | -           | 28     | 3      |
| 2008-2009              | Cremonese              | 1D                     | 31         | 2          | CI+CI-LP        | 1+6             | 0               | -                  | -                  | -                  | -           | -           | -           | 38     | 2      |
| 2009-2010              | Grosseto               | B                      | 33         | 0          | CI              | 2               | 0               |                    | -                  | -                  |             | -           | -           | 35     | 0      |
| 2010-2011              | Cremonese              | 1D                     | 33         | 3          | CI+CI-LP        | 2+0             | 0               | -                  | -                  | -                  | -           | -           | -           | 35     | 3      |
| Totale Cremonese       | Totale Cremonese       | Totale Cremonese       | 92+3       | 8          |                 | 9               | 0               |                    | -                  | -                  |             | -           | -           | 104    | 8      |
| 2011-2012              | Cittadella             | B                      | 41         | 3          | CI              | 2               | 0               | -                  | -                  | -                  | -           | -           | -           | 43     | 3      |
| 2012-2013              | Cittadella             | B                      | 33         | 0          | CI              | 1               | 0               | -                  | -                  | -                  | -           | -           | -           | 34     | 0      |
| Totale Cittadella      | Totale Cittadella      | Totale Cittadella      | 74         | 3          |                 | 3               | 0               |                    | -                  | -                  |             | -           | -           | 77     | 3      |
| 2013-2014              | Perugia                | 1D                     | 29         | 1          | CI+CI-LP        | 1+2             | 0               | -                  | -                  | -                  | SdL-1D      | 0           | 0           | 32     | 1      |
| 2014-2015              | Alessandria            | LP                     | 35         | 1          | CI+CI-LP        | 0+3             | 0               | -                  | -                  | -                  | -           | -           | -           | 38     | 1      |
| 2015-2016              | Alessandria            | LP                     | 24         | 1          | CI+CI-LP        | 2+2             | 0               | -                  | -                  | -                  | -           | -           | -           | 28     | 1      |
| Totale Alessandria     | Totale Alessandria     | Totale Alessandria     | 59         | 2          |                 | 7               | 0               |                    | -                  | -                  |             | -           | -           | 66     | 2      |
| 2016-2017              | Lecce                  | LP                     | 30+1       | 0          | CI+CI-LP        | 1+0             | 0               | -                  | -                  | -                  | -           | -           | -           | 32     | 0      |
| 2017-2018              | Feralpisalò            | C                      | 34+4       | 0          | CI+CI-C         | 0               | 0               | -                  | -                  | -                  | -           | -           | -           | 38     | 0      |
| dic. 2018-2019         | Audace Cerignola       | D                      | 19+1       | 0          | CI-D            | -               | -               | -                  | -                  | -                  | -           | -           | -           | 20     | 0      |
| set. 2019-2020         | Rende                  | C                      | 24+2       | 2          | CI+CI-C         | 0               | 0               | -                  | -                  | -                  | -           | -           | -           | 26     | 2      |
| 2020-2021              | Lavello                | D                      | 31         | 0          | -               | -               | -               | -                  | -                  | -                  | -           | -           | -           | 31     | 0      |
| 2021-gen. 2022         | Lavello                | D                      | 18         | 3          | -               | -               | -               | -                  | -                  | -                  | -           | -           | -           | 18     | 3      |
| Totale Lavello         | Totale Lavello         | Totale Lavello         | 49         | 3          |                 | 0               | 0               |                    | -                  | -                  |             | -           | -           | 49     | 3      |
| gen.-giu. 2022         | Casarano               | D                      | 17         | 2          | -               | -               | -               | -                  | -                  | -                  | -           | -           | -           | 17     | 2      |
| 2022-2023              | Casarano               | D                      | 26+1       | 2          | CI-D            | 1               | 0               | -                  | -                  | -                  | -           | -           | -           | 28     | 2      |
| Totale Lavello         | Totale Lavello         | Totale Lavello         | 43+1       | 4          |                 | 1               | 0               |                    | -                  | -                  |             | -           | -           | 45     | 4      |
| 2023-2024              | Città di Varese        | D                      | 34+1       | 1          | CI-D            | 2               | 0               | -                  | -                  | -                  | -           | -           | -           | 37     | 1      |
| 2024-2025              | Città di Varese        |                        | 34         | 3          | CI-D            | 1               | 0               | -                  | -                  | -                  | -           | -           | -           | 35     | 3      |
| Totale Città di Varese | Totale Città di Varese | Totale Città di Varese | 68+1       | 4          |                 | 3               | 0               |                    | -                  | -                  |             | -           | -           | 72     | 4      |
| Totale carriera        | Totale carriera        | Totale carriera        | 567        | 27         |                 | 29              | 0               |                    | 0                  | 0                  |             | 0           | 0           | 596    | 27     |

## Palmarès
- Campionato italiano di Lega Pro Prima Divisione: 1

Perugia: 2013-2014 (girone B)
- Supercoppa di Lega di Prima Divisione: 1

Perugia: 2014